# 羅蒙諾索夫海嶺

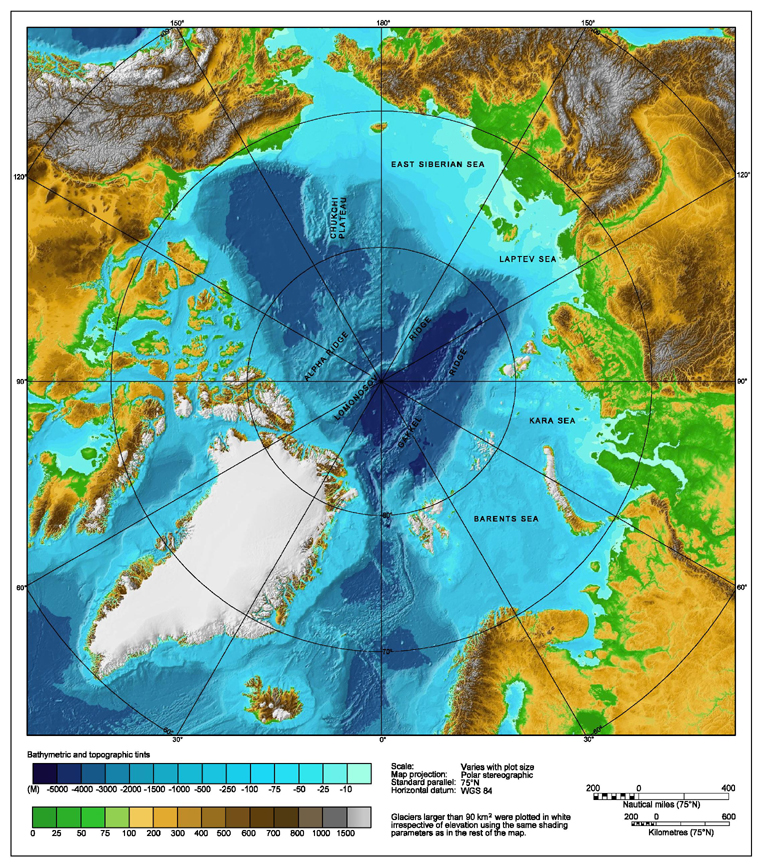
北極地區地形圖

羅蒙諾索夫海嶺（俄语：Хребет Ломоносова）是一條位於北冰洋洋底的海底山脈。始於新西伯利亞群島，沿東經150度至北極點附近轉向，沿西經120度至埃爾斯米爾島，綿延1,800公里。海嶺寬度界乎於60至200 公里之間，高於海床3,300至3,700 公尺之間，海嶺與洋面最小距離為954 公尺。海嶺兩側分別是歐亞海盆 （海盆另一側是南森海嶺）和馬卡洛夫海盆（海盆另一側是阿爾發海嶺）。山勢頗為陡峭，並覆蓋著層層淤泥。有火山活動，但並非大洋中脊，而可能是一條被構造斷裂複雜化了的褶皺山脈 （主要由沉積岩和變質岩組成）。由於此海嶺的阻隔作用，北冰洋東西兩部分在洋流及海水運動方向、水溫及鹽度等方面都有明顯的差異。
1948年由蘇聯北冰洋勘探隊發現，並以俄羅斯科學家米哈伊爾·羅蒙諾索夫命名。

## 主權聲稱
進入21世紀，海嶺的地質結構引起了國際關注。俄羅斯在2001年12月20日根據《聯合國海洋法公約》第76條第8款向聯合國大陸架界限委員會遞交正式文件，主張在原來200海浬的專屬經濟區上建立新的大陸架界線，但只限於俄屬北極地區。其聲稱擁有的領海覆蓋了北極地區的大部份，包括了北極點。其中一個論點為，羅蒙諾索夫海嶺和門捷列夫海嶺為歐亞大陸的延伸。2002年委員會對該主張既不否決亦不接納，認為需要進一步研究。
另一方面，丹麥科學家希望可以找到海嶺是格陵蘭的延伸的證據，以便對該區進行領土聲稱。另一個聲稱擁有該地區的加拿大則堅持海嶺是加國大陸架的延伸。2007年4月，俄加兩國派出科學家前往該處進行測繪工作，作為決定該區主權的先例。同年6月下旬，俄國科學家宣佈海嶺是俄國領土的延伸。
2007年7月下旬，俄羅斯派出「俄羅斯」號核動力破冰船和兩隻小型潛艇和平 （Мир）一號、二號到該區勘探。俄羅斯科學家乘潛艇深入4,200公尺深的海底，並在8月2日將一面用鈦金屬製成的俄羅斯國旗和一個時間囊，放到北極海床以宣示主權。